# Jules Moinaux
Pour les articles homonymes, voir Moinaux.
Jules Moinaux, nom de plume de Joseph-Désiré Moineaux ou Moineau, né selon les sources le 24 ou 29 octobre 1815 à Tours, mort le 4 décembre 1895 à Saint-Mandé, est un écrivain et humoriste français, dramaturge, chroniqueur et librettiste français.
Il est le père de Georges Courteline.

## Biographie
Fils de Joseph-Jacques Moineau, ébéniste à Tours, Jules Moinaux commence par apprendre le métier de son père. Mais rapidement, il préfère vivre de sa plume, et devient journaliste et rédacteur-sténographe au Palais de justice de Paris.
Dès la fin des années 1840, il commence à écrire, très souvent en collaboration, des pièces comiques qui remportent un franc succès. En 1853, il écrit pour Jacques Offenbach Pépito, opéra-comique, puis en 1855, toujours pour Offenbach Les Deux Aveugles, bouffonnerie musicale.
En 1858, son épouse Victorine met au monde son fils, qui deviendra Georges Courteline. En 1866, sa comédie Les Deux Sourds est créée au théâtre des Variétés à Paris. Au cours de la guerre franco-prussienne de 1870, alors qu’il s’est porté volontaire pour la Garde nationale, il fait jouer aux Folies-Dramatiques avec un succès prolongé, un opéra-bouffe, Le Canard à trois becs.
Il a créé un genre qu’on peut considérer d’autant plus justement comme difficile qu’il n’a pas trouvé d’imitateur. Ses chroniques judiciaires du tribunal correctionnel, rédigées avec verve pour La Gazette des tribunaux, Le Charivari, etc., sont rassemblées en recueil, en 1881, sous le titre Les Tribunaux comiques et sont illustrées par le caricaturiste Louis Morel-Retz, alors reconnu pour ses Salons comiques. Son fils, Courteline, s’en est parfois inspiré pour certaines de ses pièces.
Sa satire du milieu policier, Le Bureau du Commissaire, est publiée en 1886 avec une préface d’Alexandre Dumas fils.
Le Monde où l’on rit, son dernier ouvrage, parait en 1895. Dans cette suite de croquis, on trouve entre autres Le Sourd qui n’avoue pas, On demande un malade gai, Le Rapia de Champigny, ou encore L’Homme aux goûts champêtres.
Il est inhumé au cimetière Sud de Saint-Mandé.

## Jugements
« Vous êtes un des conteurs les plus originaux et les plus désopilants qui aient jamais existé dans notre pays de France. Vous puisez à la source inépuisable de la perversité, ou plutôt de la bêtise humaine ; car ce qui fait le mal en ce monde, ce n’est pas la méchanceté, c’est la bêtise. »

— Alexandre Dumas fils

« Il « avait l’air d’un Anglais entre ses repas et d’un homme de bois le reste du temps » »

— Jules Noriac

## Galerie

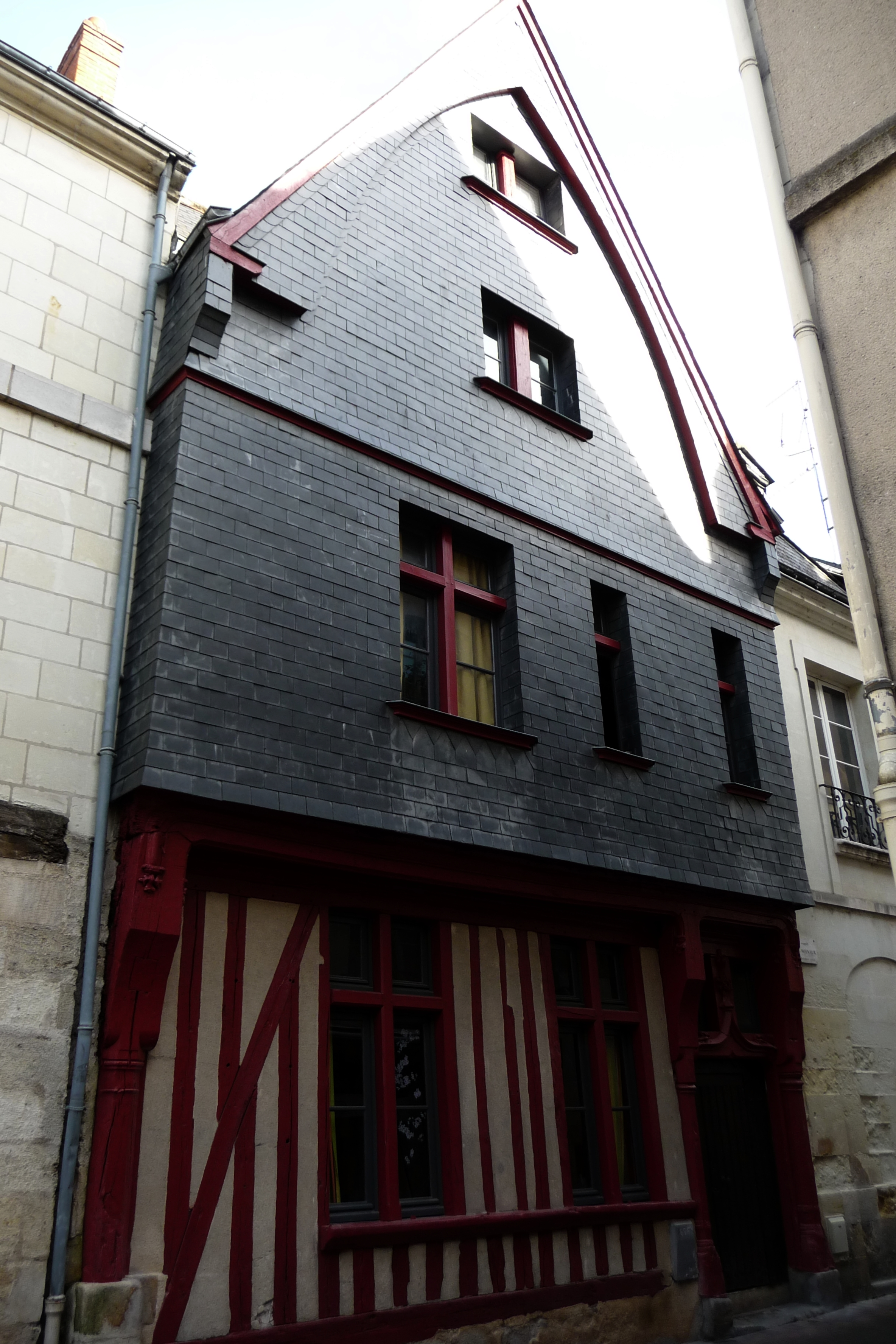
Maison natale de Jules Moineaux[n 4].
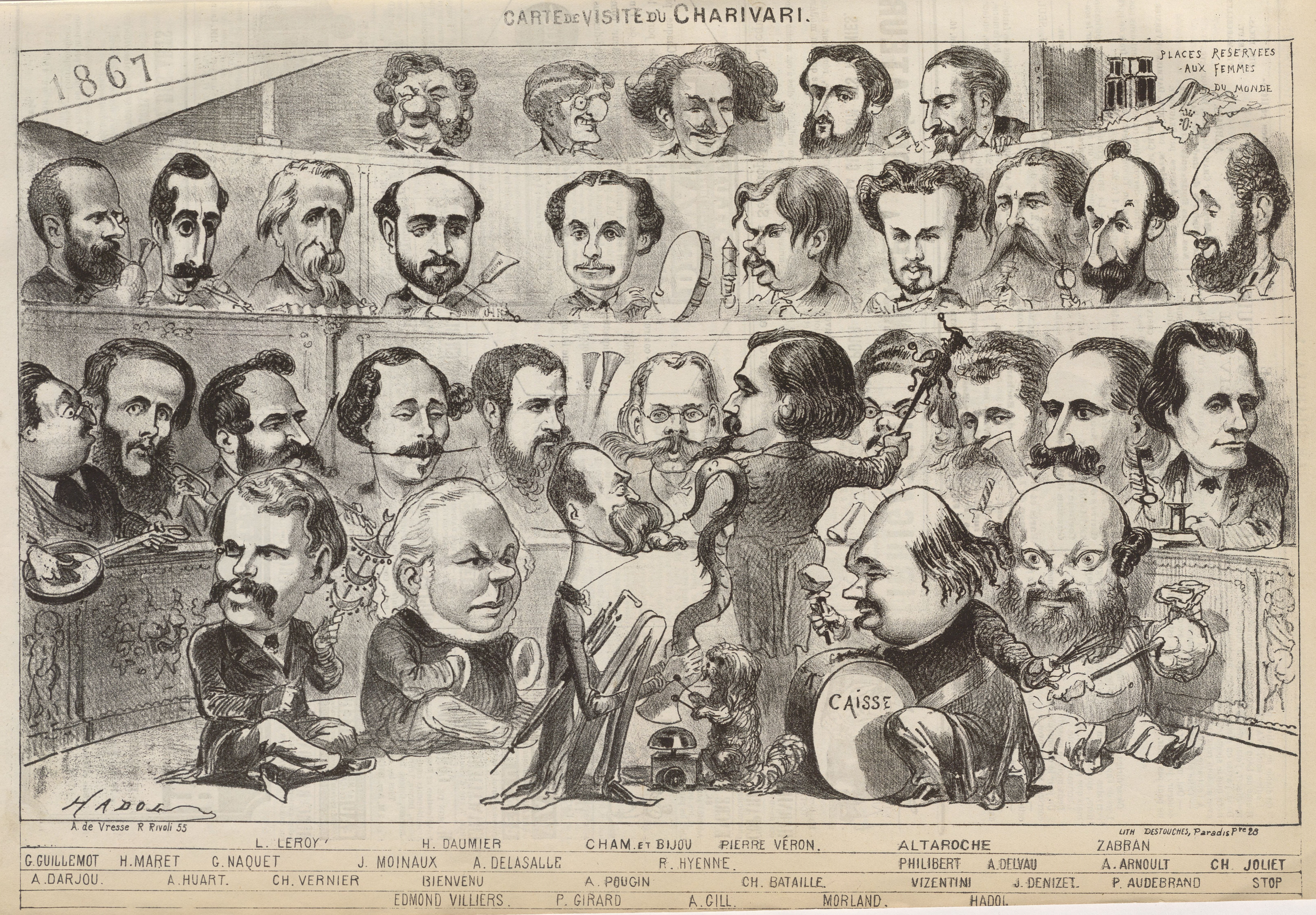
Caricature dans le Charivari.
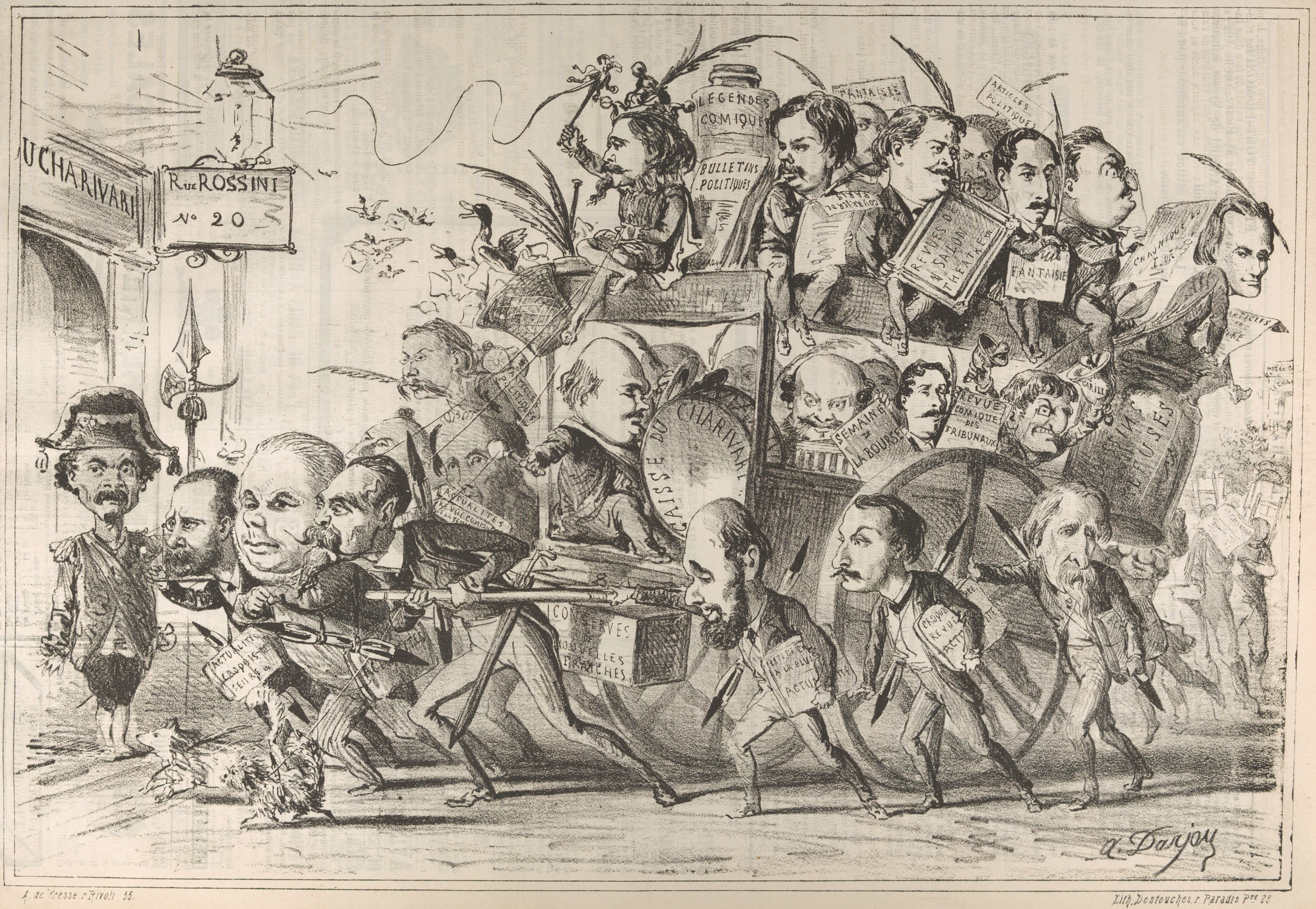
Caricature dans le Charivari.

## Œuvres
- La Cigale et la Fourmi, 1846.

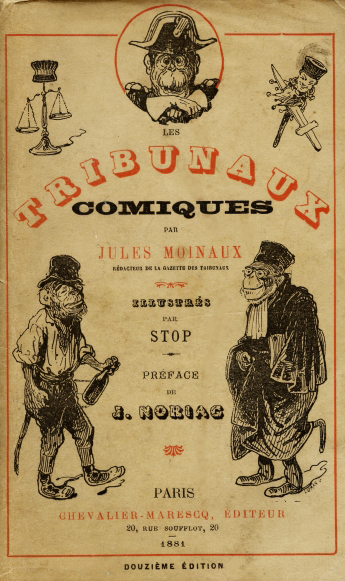
Les Tribunaux comiques, 1881, illustré par Louis Morel-Retz

- La Conquête de la Chine, ode symphoni-charivarique, 1849.
- Carrière politique d’un préfet de février, histoire de deux ans, 1850.
- Une ordonnance de police, pot-pourri, 1850.
- Pépito, opéra-comique, musique de Jacques Offenbach, 1853.
- La Question d’Orient, à-propos-vaudeville mêlé de couplets, 1854.
- Dromadard et Panadier en Orient, à-propos-vaudeville, 1854.
- Les Deux Aveugles, bouffonnerie musicale, musique de Jacques Offenbach, 1855.
- Les Gueux de Béranger, drame mêlé de chant, 1855.
- La Botte secrète, folie-vaudeville, 1857.
- Les Désespérés, opéra-comique en un acte, 1858.
- L’Ut dièse, bouffonnerie en un acte, 1858.
- Le Zouave, récits et correspondances militaires, 1859.
- La Clarinette mystérieuse, vaudeville, 1859.
- Paris quand il pleut, vaudeville, 1861.
- Le Voyage de M. Dunanan père et fils, opéra-bouffe,1861.
- Le Monsieur de la rue de Vendôme, vaudeville en un acte, 1861.
- Le Café de la rue de la Lune, folie-vaudeville en un acte, 1862.
- Le Secret du rétameur, vaudeville en un acte, 1862.
- Le Mari d’une étoile, folie-vaudeville en deux actes, 1862.
- Les Géorgiennes, opéra-bouffe en 3 actes, musique de Jacques Offenbach, A. Lemerre, 1864 (Wikisource).
- Le Joueur de flûte, vaudeville romain, musique gauloise de M. Hervé, 1864.
- Eh ! Lambert !, à-propos-vaudeville, 1864.
- Les Marionnettes de l’amour, comédie en trois actes, 1864.
- Les Campagnes de Boisfleury, vaudeville en un acte, 1865.
- Les Deux Sourds, comédie, 1866.
- L’Homme à la mode… de Caen, 1867.
- Les Abrutis du feuilleton, bouffonnerie en un acte, 1868.

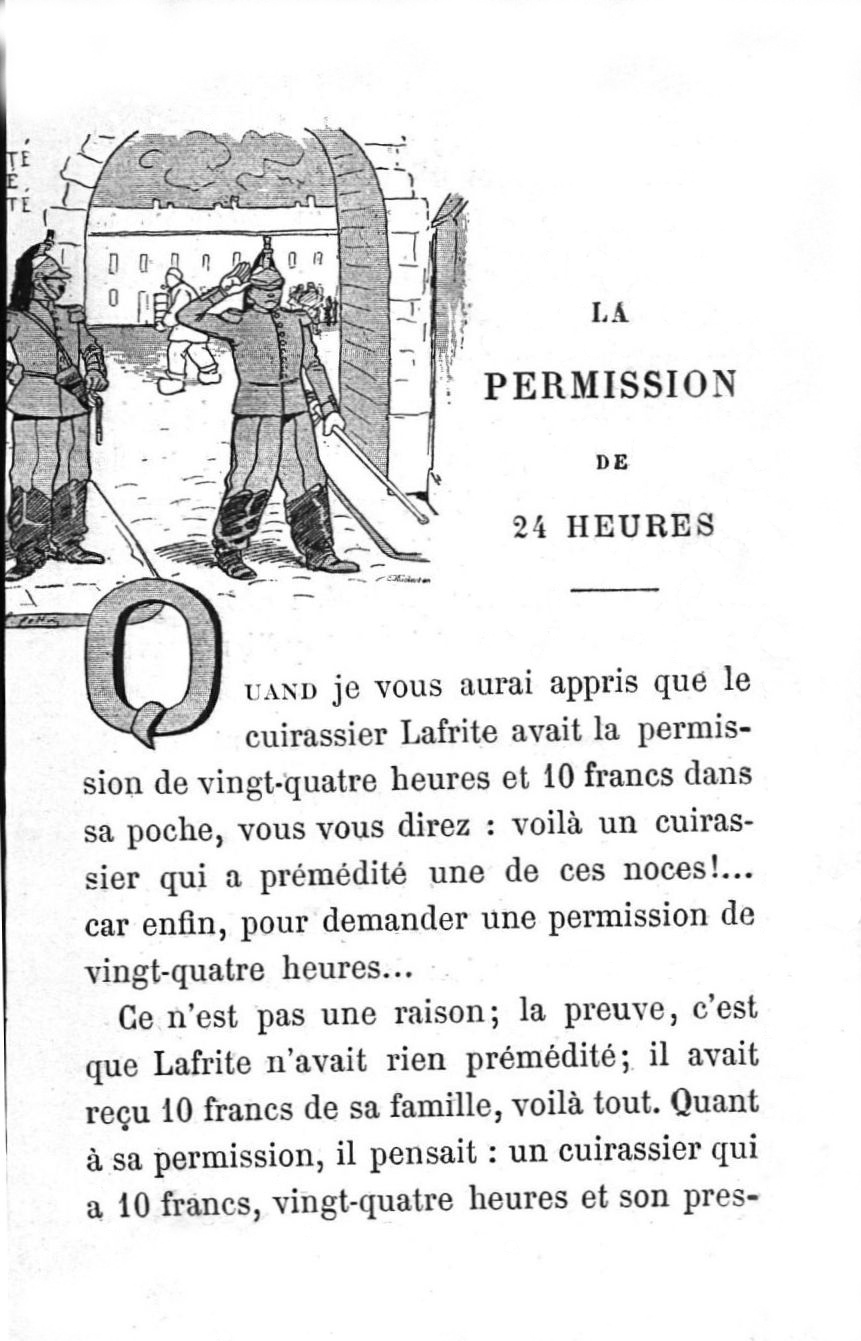
Le Monde où l’on rit, illustrations Eugène Cottin.

- La Permission de minuit, tableau militaire, 1868.
- La Foire d’Andouilli, tableau populaire, 1869.
- L’Astronome du Pont-Neuf, pochade musicale en un acte, 1869.
- Le Ver rongeur, pièce en trois actes, 1870.
- Le Joueur de flute, vaudeville romain, 1870.
- Le Canard à trois becs, opéra-bouffe, 1870.
- Le Testament de Monsieur Crac, opéra-bouffe, 1871.
- Les Parisiennes, opéra-bouffe en quatre actes, 1874.
- La Cruche cassée, opéra comique, 1875.
- Le Jeu de l’amour et du… houzard, vaudeville en un acte, 1876.
- La Sorrentine, opéra-comique en trois actes, 1877.
- Les Mouchards, pièce en cinq actes, 1880.
- Les Tribunaux comiques, édition définitive, 1881, illustrations de Louis Morel-Retz.
- Ça fait toujours plaisir, 1881.
- Le Bureau du commissaire, préface d’Alexandre Dumas fils, 1886.
- Un conseil judiciaire, comédie en trois actes, 1886.
- Le Bracelet, comédie en un acte, 1886.
- Les Nouveaux Contes du Palais par la presse judiciaire parisienne, 1888.
- Les Gaietés bourgeoises, 1888.
- Le Monsieur au parapluie, roman, 1892.
- Les Tribunaux du bon vieux temps, Causes grasses et causes salée, 1894.
- Le Monde où l’on rit, 1895.